# Ana Blažević
Ana Blažević, hrvatska plivačica. Hrvatska je reprezentativka. Nastupila je na europskom prvenstvu u plivanju u 25-metarskim bazenima od 4. do 8. prosinca 2019. godine u Glasgowu. Natjecala se je u disciplinama 100 m prsno i 200 m prsno.

## Vanjske poveznice
- Rezultati EP 2019. u Glasgowu (eng.)